# 勃兰登堡-戈登监狱

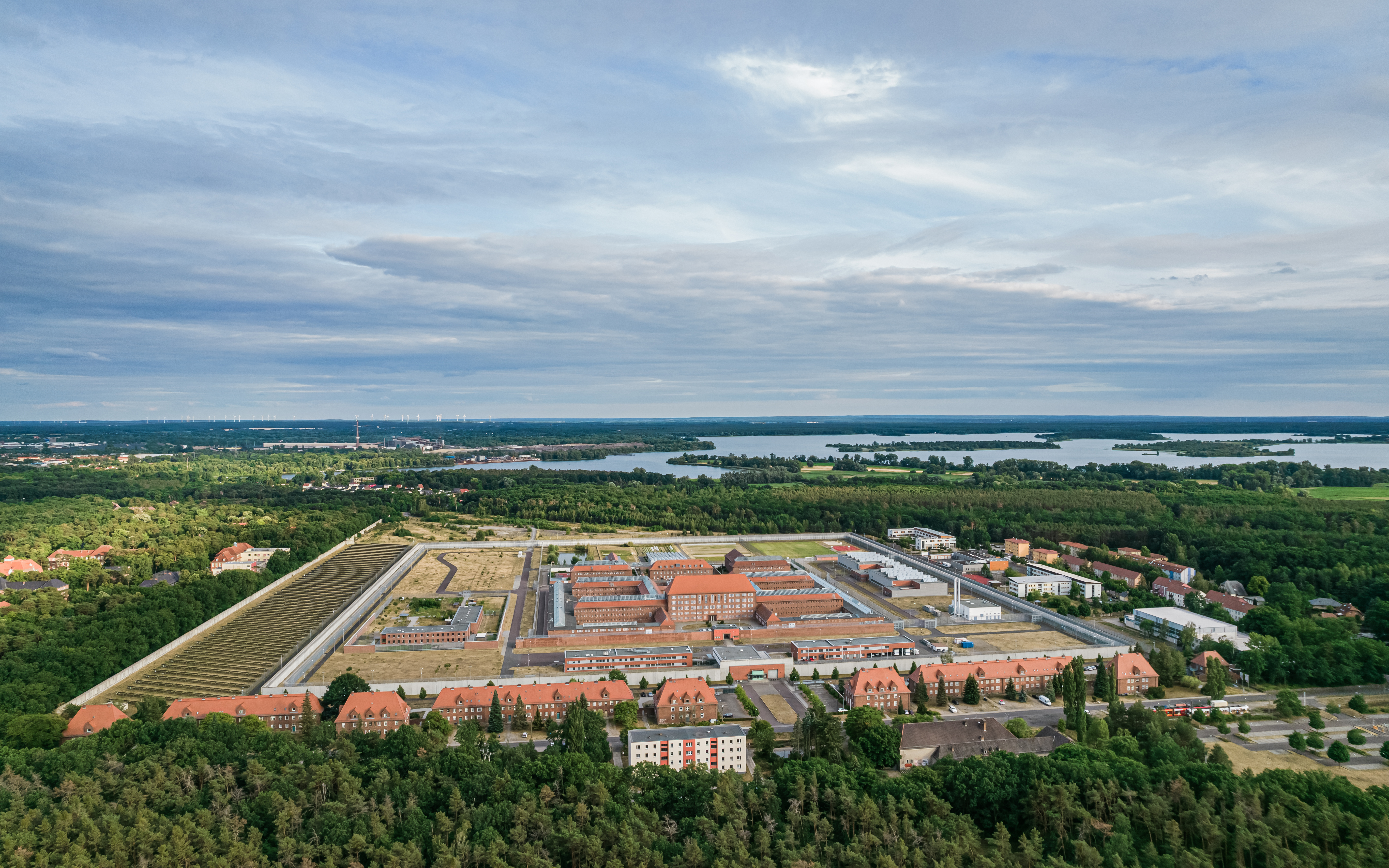
勃兰登堡-戈登监狱

勃兰登堡-戈登监狱是位于德國哈弗尔河畔勃兰登堡的一個監獄。該监狱开工于1927年，完工于1935年，建筑人员意在将该监狱建成全欧最牢固的监狱。该监狱后来关押过刑事犯、政治犯、被預防性拘留者、入狱接受审问者以及战俘。監獄最大容纳量只有1800人，但该监狱在納粹德國时代曾一度关押过逾4000人。战后，東德政府曾在勃兰登堡-戈登监狱关押过至少17万人。囚犯们在狱中制造拖拉机、厨房家具、制服、防辐射服、电动机、鞋履以及汽车等。